# Teru-teru-bōzu
Teru-teru-bōzu (jap. てるてる坊主, 照る照る坊主) – mała, ręcznie robiona lalka, wykonana z papieru lub tkaniny, którą Japończycy wieszają np. pod okapem. Ten amulet ma ponoć moc sprowadzania dobrej pogody i zapobiegania deszczowym dniom. 
Teru (照る) to japoński czasownik w formie słownikowej, znaczący „świecić” , natomiast bōzu to „buddyjski mnich, kapłan, bonza”.
Teru-teru-bōzu stał się popularny w okresie Edo wśród mieszkańców miast. Dzieci, w przeddzień dobrej pogody, mogły śpiewać piosenkę: Dobry mnichu, spraw, aby jutro była piękna pogoda.
Dziś dzieci robią teru-teru-bōzu z bibuły lub bawełny i zawieszają za oknem, często przed szkolnym piknikiem. 
Istnieje słynny japoński wierszyk i piosenka skierowana do teru-teru-bōzu:
| Japoński: てるてるぼうず、てるぼうず 明日天気にしておくれ いつかの夢の空のように 晴れたら金の鈴あげよ てるてるぼうず、てるぼうず 明日天気にしておくれ 私の願いを聞いたなら 甘いお酒をたんと飲ましょ てるてるぼうず、てるぼうず 明日天気にしておくれ もしも曇って泣いてたら そなたの首をちょんと切るぞ | Rōmaji: Teru-teru-bōzu, teru-bōzu Ashita tenki ni shite okure Itsuka no yume no sora no yō ni Haretara kin no suzu ageyo Teru-teru-bōzu, teru-bōzu Ashita tenki ni shite okure Watashi no negai wo kiita nara Amai o-sake wo tanto nomasho Teru-teru bōzu, teru-bōzu Ashita tenki ni shite okure Moshi mo kumotte naitetara Sonata no kubi wo chon to kiru zo | Polski: Teru-teru-bozu, teru bozu Daj nam jutro słoneczny dzień Tak jak wymarzone czasem niebo Jeśli będzie słońce dam ci złoty dzwonek Teru-teru-bozu, teru bozu Daj nam jutro słoneczny dzień Jeśli spełnisz me życzenie Będziemy pić dużo słodkiego sake Teru-teru-bozu, teru bozu Daj nam jutro słoneczny dzień Ale jeśli będą chmury i będziesz płakać Wtedy utnę ci twoją głowę. |  |

## Galeria

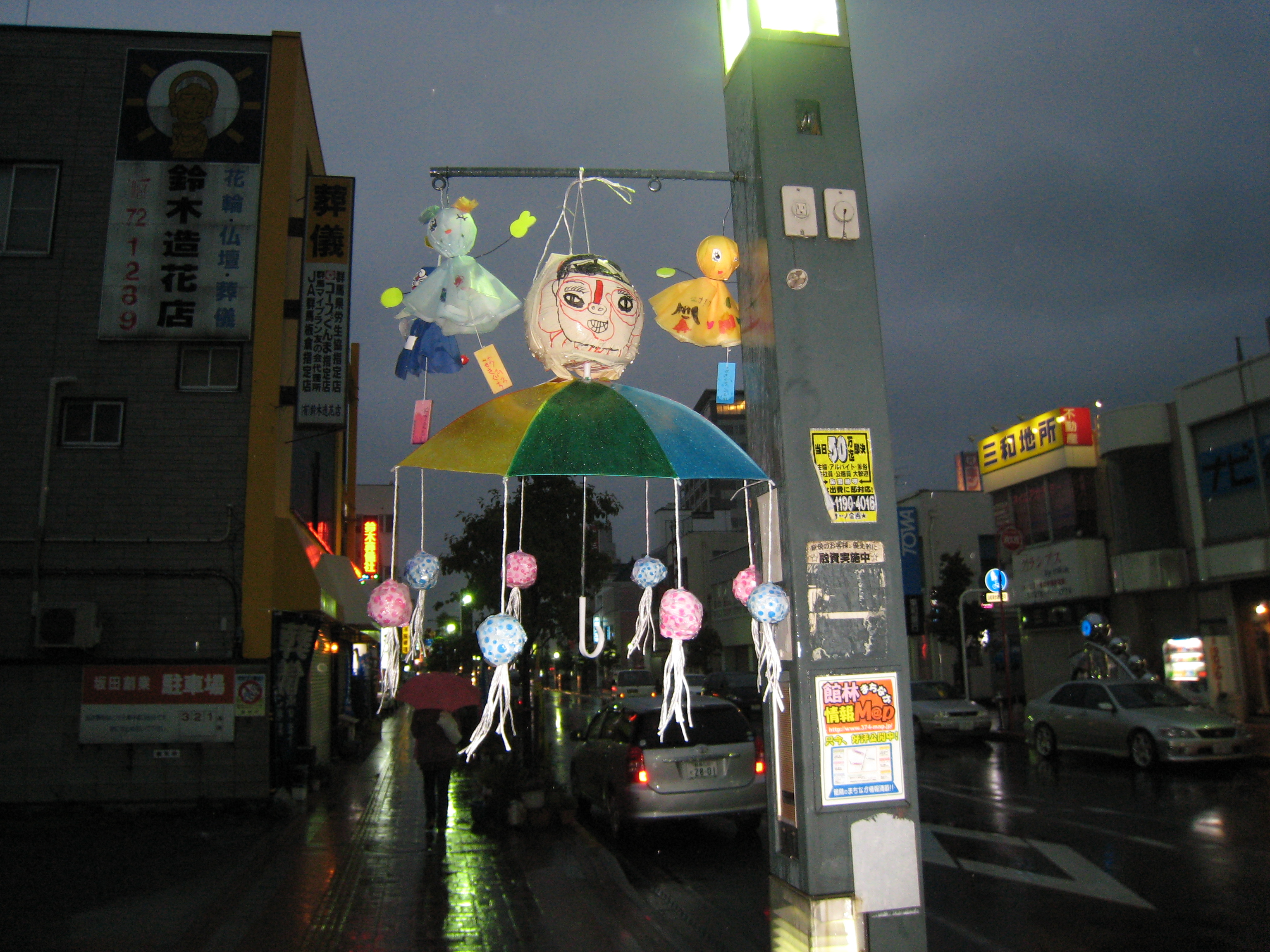
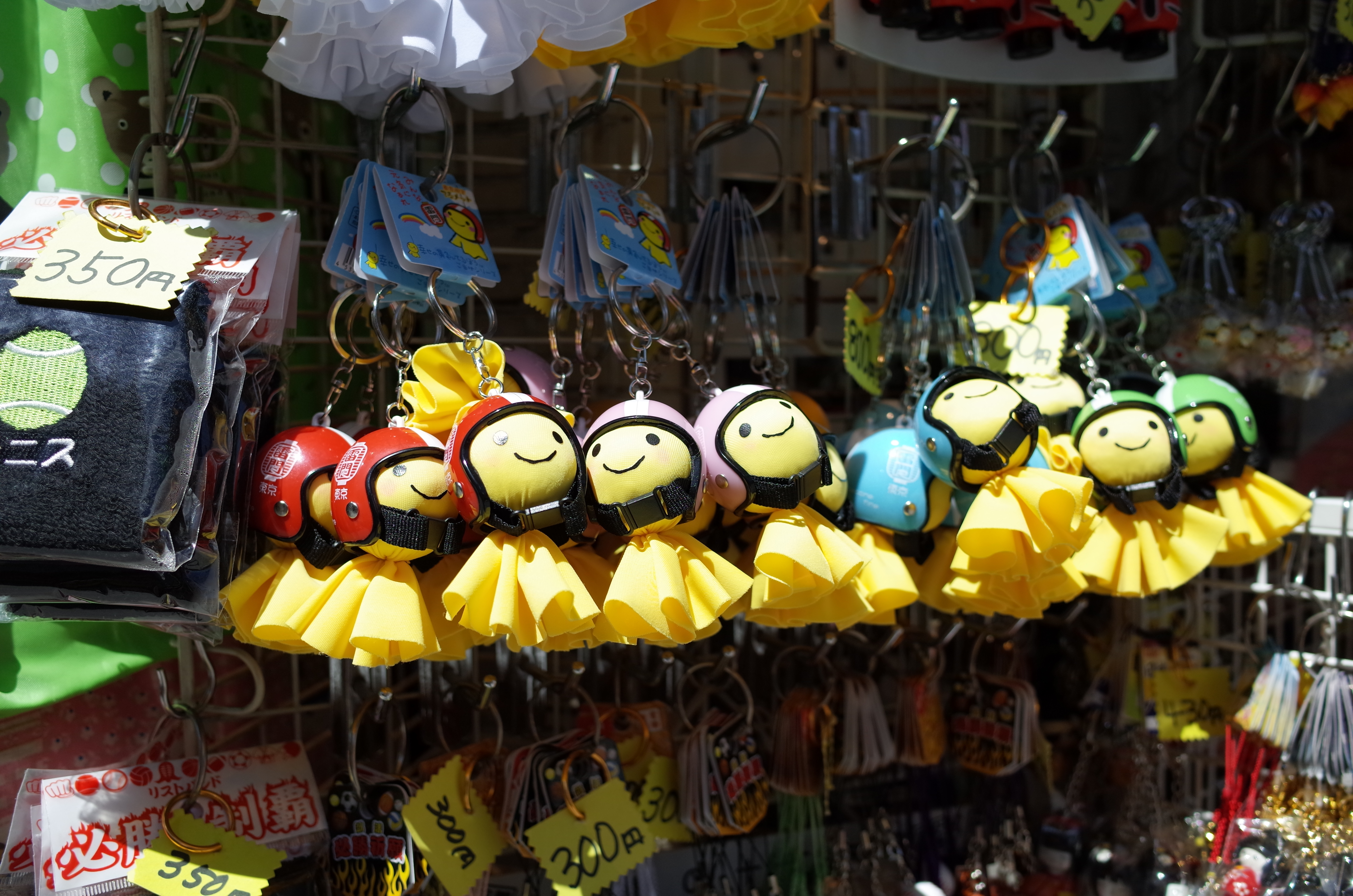
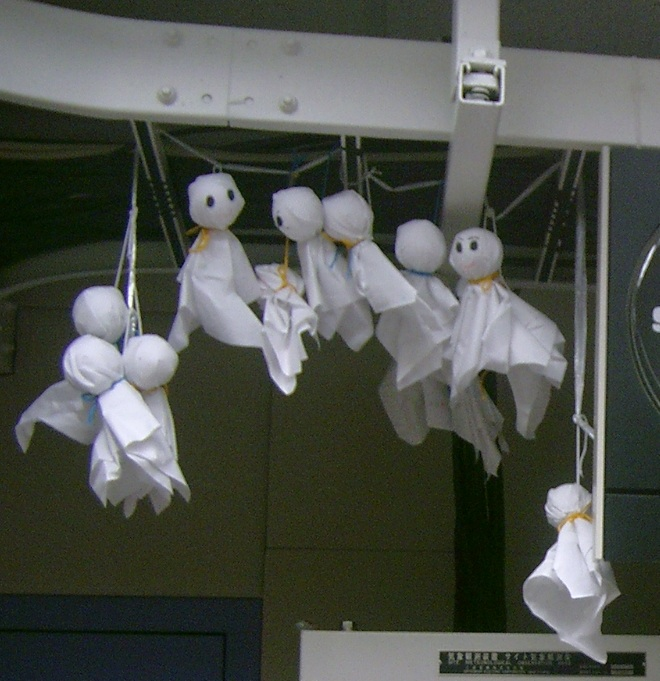
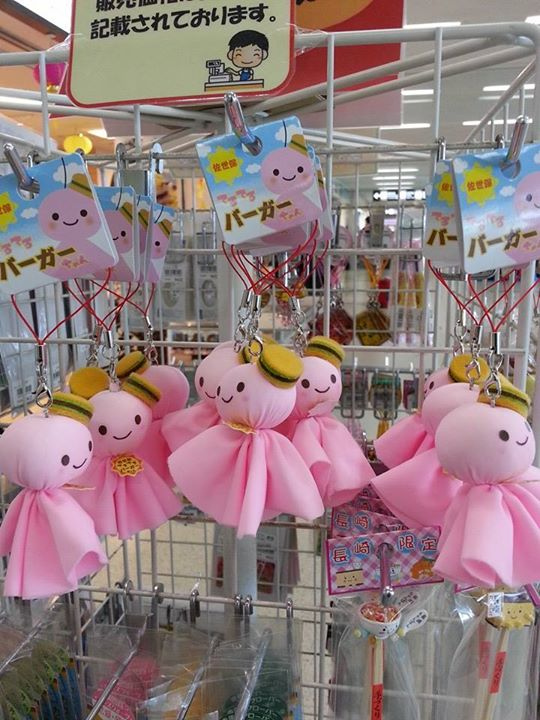